# 河北健康码

河北健康码（2022年5月末）

河北健康码是由中华人民共和国河北省政务管理办公室主办的一项服务二维码，该二维码主要用于2019冠状病毒病的疫情防控（即健康码），按所持人员风险程度不同分为红、黄、绿三种颜色标识。

## 历史
2020年3月，河北省进一步明确河北健康码对接标准和使用要求，加快推进“健康码”跨地区互通互认。
2021年5月起，在河北省内完成疫苗接种人群的河北健康码出现金色皮肤；11月，支付宝端“河北健康码”实现健康码行程卡一页可查。
2022年5月，上线抗原群众自报功能；5月末，因应河北省多个市每周一次常态化全员核酸检测政策，河北健康码上线“距下次检测还剩X天”字样，没有7天内核酸检测阴性记录的人员，其健康码将出现弹窗提示，弹窗期间不能进入公共场所。同年7月初，河北多地暂停常态化核酸检测，8月末9月初，河北多地再次实施与上一次类似的常态化核酸检测措施、并对相应人员进行类似的健康码弹窗提示。

## 颜色定义
河北健康码按所持人员风险程度不同分为红、黄、绿三种颜色标识。不同颜色标识的健康码具有不同含义。
| 顏色 | 赋码原因                             |
| ---- | ------------------------------------ |
| 绿色 | 正常（与2019冠状病毒病无关）         |
| 黄色 | 属于阳性感染者所在城市、县域漫出人员 |
| 红色 | 属于中高风险区来冀返冀人员           |